# Serendipitet

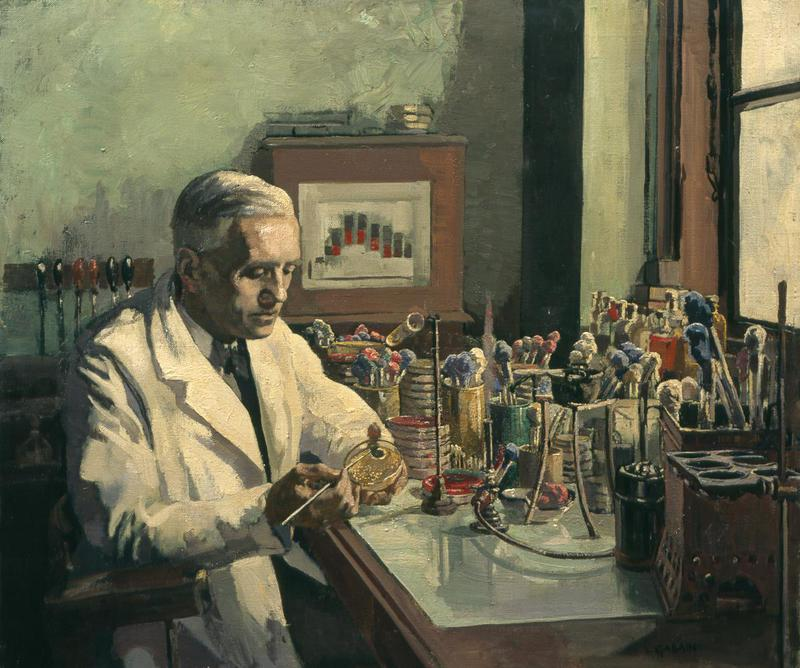
Alexander Fleming upptäcker penicillin. Målning av Ethel Gabain, 1944.

Serendipitet är en oavsiktlig upptäckt, en positiv överraskning vid sökandet efter eller utförandet av något annat.
Ordet serendipitet myntades av den brittiske författaren Horace Walpole 1754 i ett brev till Horace Mann: ”Denna upptäckt är förvisso nästan av den typen jag kallar serendipitet, ett väldigt uttrycksfullt ord.” Ordet hade sitt ursprung i vad han kallade en ”enfaldig saga med namnet Tre prinsar från Serendip; ... [dessa gjorde] ständigt, genom tillfälligheter och skarpsinne, upptäckter av sådant de inte var ute efter.”
Ordet användes ursprungligen för att beteckna förmågan att ta till vara upptäckter som man kommit över av en tillfällighet vid sökandet efter något annat. I dag avses med det ofta också själva föremålet för upptäckten.

## Exempel
- Alexander Fleming fann 1928 efter återkomst till laboratoriet efter semester en odiskad bakteriekultur som det börjat växa mögel på. Han lade märke till att bakterier inte växte runt mögelkolonierna. Han drog slutsatsen att möglet avsöndrade ett bakteriedödande ämne och upptäckte därmed penicillinet.

- Vid studier av elektriska urladdningar i ett glasrör täckt av svart papper upptäckte Wilhelm Conrad Röntgen 1895 ett märkligt ljussken från några papper en bit från röret. Han kom på att laddningen avgav en form av strålar (senare kallade röntgenstrålar), vilka kunde passera genom olika former av materia och även påverka fotografiska plåtar.

- Whiskydestilleriet Ardbeg råkade blanda innehållet i sina egna whiskyfat med single malt whisky med ett annat destilleris single malt whisky. Blandningen befanns vara lyckad och tappades på flaska och såldes under just namnet Serendipity .[2]